# Ҙ (слово ћирилице)
Ҙ ҙ (Ҙ ҙ; курзив: Ҙ ҙ), или Дхе је слово ћириличног писма. Јединствено је за башкирски језик, где представља звучни зубни фрикатив /ð/, попут изговора ⟨th⟩ у „these“ на енглеском језику.  Његов облик је изведен од ћириличног слова З (З з).  Романизовано је као ⟨z⟩, или још фонетски, ⟨ð⟩.
Само слово уведено је 1939. године.
Користи се и у здоровљанском (вештачком) језику, где се такође изговара као ⟨ð⟩.

## Рачунарски кодови
| Знак                      | Ҙ                                         | Ҙ                                         | ҙ                                       | ҙ                                       |
| ------------------------- | ----------------------------------------- | ----------------------------------------- | --------------------------------------- | --------------------------------------- |
| Назив у Уникоду           | CYRILLIC CAPITAL LETTER ZE WITH DESCENDER | CYRILLIC CAPITAL LETTER ZE WITH DESCENDER | CYRILLIC SMALL LETTER ZE WITH DESCENDER | CYRILLIC SMALL LETTER ZE WITH DESCENDER |
| Врста кодирања            | децимална                                 | хексадецимална                            | децимална                               | хексадецимална                          |
| Уникод                    | 1176                                      | U+0498                                    | 1177                                    | U+0499                                  |
| UTF-8                     | 210 152                                   | D2 98                                     | 210 153                                 | D2 99                                   |
| Нумеричка референца знака | &#1176;                                   | &#x498;                                   | &#1177;                                 | &#x499;                                 |

## Слична слова
• З з : Ћириличко слово З
• Ð ð : Латиничко слово Дх